# Казаков, Григорий Петрович
Григорий Петрович Казаков (1913—1987) — старшина 2-й статьи Военно-морского флота СССР, участник Великой Отечественной войны, Герой Советского Союза (1945).

## Биография
Григорий Казаков родился 31 июля (13 августа) 1913 года в селе Широкий Буерак (ныне — Вольский район Саратовской области). Окончил семилетнюю школу, после чего работал на различных предприятиях в Баку. В 1935 году Казаков был призван на службу в Военно-морской флот СССР. С начала Великой Отечественной войны — на её фронтах, воевал на Черноморском флоте и в Днепровской военной флотилии. Участвовал в обороне Одессы и Севастополя, освобождении Белорусской ССР и Польши, боях в Германии. К апрелю 1945 года старшина 2-й статьи Григорий Казаков командовал полуглиссером 1-й бригады речных кораблей.
23—25 апреля 1945 года Казаков, работая круглосуточно, переправил через Шпрее 400 бойцов и командиров, а также несколько десятков тонн боеприпасов. Когда ближайший паром был подожжён немецким снарядом, Казаков оперативно потушил возгорание.
Указом Президиума Верховного Совета СССР от 31 мая 1945 года за «отвагу и мужество, проявленные при форсировании реки Шпрее во время штурма Берлина» старшина 2-й статьи Григорий Казаков был удостоен высокого звания Героя Советского Союза с вручением ордена Ленина и медали «Золотая Звезда» за номером 5886.
После окончания войны Казаков был демобилизован. Проживал и работал сначала в Магаданской области, затем в Геленджике. Скончался 9 января 1987 года, похоронен на Новом кладбище Геленджика.
Был также награждён орденом Отечественной войны 1-й степени и рядом медалей.